# Paznicul fulgerului
Paznicul fulgerului este primul volum al trilogiei Orcii, scrisă de Stan Nicholls. În 2000, opera literară a fost nominalizată la Premiul British Fantasy.

## Rezumat
Primul volum începe cu descrierea tărâmului Maras-Dantia care a fost distrus de rasa oamenilor. În curând, s-a pornit războiul între locuitorii din Maras-Dantia și oameni. Însă oamenii erau și ei împărțiți în două tabere după schisma religioasă: Mani și Uni.
Dintre toate populațiile băștinașe din Maras-Dantia, orcii erau cei mai războinici. 
În trilogie este vorba despre o ceată de 30 de orci numiți jderi. Ea era condusă de căpitanul Stryke, de cei doi sergenți Haskeer și Jup- singurul pitic dintre jderi- și de cei doi caporali Alfray și Coilla, singura femeie-orc din ceată. Cei treizeci de jderi o slujeau pe regina Jennesta, o vrăjitoare care susținea cauza Mani. Ceata a fost trimisă să recupereze un cilindru sigilat furat de Uni. Odată cu artefactul luat, au pu mâna și pe o mare cantitate de halucinogen, un drog numit și cristal. În drum spre Cairnbarrow (locul în care se afla palatul Jennestei) le-a fost furat artefactul de către bandiții cobolzi. Văzând că nu se mai întorc, Jennesta l-a pus pe generalul Kysthan să organizeze căutarea jderilor. Acesta a trimis o trupă de orci condusă de un căpitan pe nume Delloran. Între timp, Jennesta comunica cu surorile ei, Sanara și Adpar. Pe drum Stryke a început să viseze o lume numai a orcilor și a crezut că-și pierde mințile. Jderii s-au dus la Stânca Neagră, în ținutul cobolzilor. Acolo au găsit o tabără de orci care au murit din cauza bolilor oamenilor. Ceata i-a atacat pe dușmani și a luat artefactul împreună cu un gremlin bătrân pe nume Mobbs. El le-a zis că ceea ce conținea cilindrul avea legătură cu Vermegram - mama Jennestei, a lui Adpar și a Sanarei - și Tentarr Arngrim, două figuri legendare din trecutul Maras-Dantiei. Tot Mobbs le-a spus că unind artefactul din cilindru cu alte 4 obiecte asemănătoare, ei vor obține eliberarea. Jderii credeau că artefactul din cilindru era o stea, dar de fapt era un instrument ca celelalte obiecte. 
Gremlinul i-a trimis pe orci la Trinity, o redută Uni condusă de Kimball Hobrow. El s-a îndreptat spre portul Hecklowe, dar a fost omorât pe drum de către Delloran. Jennesta era furioasă deoarece nu găsea artefactul, așa că a ordonat executarea lui Kysthan. L-a înlocuit cu un ofițer pe nume Mersadion. Pe drumul spre Trinity ceata a fost atacată de trupa lui Delloran, dar a rezistat. Haskeer a căzut pradă unei febre. Jup s-a infiltrat nevăzut în redută și a furat steaua. 
Bazându-se pe informațiile obținute de Jup în Trinity, au pornit spre Scratch, tărâmul trolilor, în care sperau să găsească al treilea instrument. Întors la palatul jennestei, Delloran a plătit eșecul cu viața. Regina i-a chemat în slujba ei pe Micah Lekmann, Greever Aulay și Jabeez Blaan, trei vânători de recompense. La Scratch, Stryke i-a lăsat pe Haskeer și Coilla să aibă grijă de instrumente, iar el și ceialți jderi au pătruns în labirintul subteran al trolilor. Stryke și Alfray au fost separați de restul cetei când s-a surpat un tavan. Din cauza febrei, Haskeer fuge cu stelele. Coilla îl urmărește, iar pe drum cade de pe cal chiar în fața celor trei vânători de recompense. Jup pune la cale un plan pentru a-i elibera pe Stryke și Hakseer. Cei doi sunt luați prizonieri și pregătiți pentru sacrificare de Tannar, regele trolilor. Pe pumnalul lui sacrificial se afla a treia stea.